# 田浦警察署
田浦警察署（たうらけいさつしょ）は、神奈川県警察が管轄する警察署。相模方面本部隷下、第六方面に属する小規模警察署であり、署長は警視。
識別章所属表示はYB。

## 所在地
- 神奈川県横須賀市船越町五丁目31番地

## 管轄区域
- 横須賀市北部（追浜地域、田浦地域）

## 沿革
- 1948年（昭和23年）
  - 3月7日 -  （旧）警察法の公布に伴い、自治体警察として横須賀市警察が発足。
  - 12月15日 - 横須賀市横須賀警察署船越警部派出所が横須賀市田浦警察署に昇格。
- 1954年（昭和29年）7月1日
  - 警察法改正に伴い、神奈川県田浦警察署となる。
  - 署内で調理した汁粉による集団食中毒が発生。被害者数52人[1]。
- 2019年（平成31年・令和元年）
  - 4月1日 - 夏島町交番を廃止し、浦郷町駐在所を交番に変更。
  - 9月 - 庁舎耐震補強化工事実施。
- 2022年4月1日 - 田浦町交番を廃止[2][3]。

## 組織
- 署長（警視）
- 副署長（警視）
- 警務課 - 警務係、住民相談係、管理係
- 会計課 - 会計係
- 生活安全課 - 生活安全係
- 地域課（警ら用無線自動車2台、小型警ら車1台） - 地域企画係、地域第一係、地域第二係、地域第三係
- 刑事課 - 強行盗犯係、鑑識係、知能組織犯罪対策係
- 交通課 - 交通総務係、交通捜査係、交通指導係
- 警備課 - 警備係

※「神奈川県警察の組織に関する規則（昭和44年神奈川県公安委員会規則第2号）」を参考

## 交番
- 追浜駅前交番 - 横須賀市追浜町3丁目2番地
- 安針塚駅前交番 - 横須賀市長浦町2丁目45番地6
- 浦郷町交番 - 横須賀市浦郷町1丁目55番地

### かつてあった交番
- 夏島町交番（横須賀市夏島町5番地）- 1954年4月現在地に移転[1]、2019年4月1日廃止
- 田浦町交番（横須賀市田浦町2丁目81番地）- 1952年4月現在地に移転、1977年12月改築[1]、2022年3月末按針塚駅前交番と統合し廃止。

## 駐在所
- 湘南鷹取駐在所 - 横須賀市湘南鷹取1丁目31番1号

## 自動車ナンバー自動読取装置（Nシステム）
- 横須賀市船越町（国道16号）